# Aman Wote
Aman Wote (Etiopía, 18 de abril de 1984) es un atleta etíope especializado en la prueba de 1500 m, en la que consiguió ser subcampeón mundial en pista cubierta en 2014.

## Carrera deportiva
En el Campeonato Mundial de Atletismo en Pista Cubierta de 2014 ganó la medalla de plata en los 1500 metros, llegando a meta en un tiempo de 3:38.08 segundos, tras el jibutiense Ayanleh Souleiman y por delante del marroquí Abdalaati Iguider (bronce con 3:38.21 segundos).